# Wohnungsfürsorge
Die Wohnungsfürsorge des Bundes unterstützt in Deutschland die Bundesbediensteten bei der Suche nach einer Wohnung nahe dem Dienstort. Ein Rechtsanspruch auf die Versorgung mit Wohnraum gegenüber dem Bund besteht grundsätzlich nicht.

## Allgemeines
Der Bundesanstalt für Immobilienaufgaben ist die Aufgabe der Wohnungsfürsorge des Bundes übertragen (§ 2 Abs. 1 S. 2 BImAG). Bei ihr sind rund 45 Beschäftigte (Vollzeitäquivalente) mit dieser Aufgabe betraut. Ihnen obliegt die Vergabe der zur Verfügung stehenden Wohnungen an Bundesbedienstete sowie der Erwerb zusätzlicher Belegungsrechte an Drittwohnungen, um den anhaltend hohen Bedarf an Wohnungen zur Unterbringung von Bundesbediensteten und deren Familien, insbesondere in den Ballungsräumen, zu decken. Am 1. August 2017 standen rund 65.000 Wohnungen, davon 36.000 Wohnungen im Bundeseigentum, für Wohnungsfürsorgezwecke zur Verfügung. Ende 2017 betrug die Leerstandsquote 6,43 Prozent.
Im Jahr 2018 betrugen die Kosten für den Ankauf von Besetzungsrechten rund 1000 bis 1200 Euro pro Wohnung pro Jahr. Als Mindestlaufzeit der Belegungsrechte werden regelmäßig 15 Jahre angestrebt. Es werden kontinuierlich Sanierungs- und Modernisierungsmaßnahmen in den bundeseigenen Wohnliegenschaften mit dem Ziel durchgeführt, den derzeit allgemein üblichen Wohnungsstandard zu erreichen.

## Zweck
Die Wohnungsfürsorge ist Teil der Fürsorgepflicht des Dienstherrn Bund gegenüber seinen Beamten und Soldaten (§ 31 Abs. 1 SG; § 78 Abs. 1 BBG) im Rahmen des Dienst- und Treueverhältnisses (Zusammenführung von Familien, Verbesserung der Wohnverhältnisse). Daneben spielen die Grundsätze der Wirtschaftlichkeit und Sparsamkeit eine Rolle (Einsparung von Trennungsgeld). Nicht zuletzt wird das Ziel verfolgt, durch eine dienstortnahe Unterbringung der Beschäftigten die Funktionsfähigkeit der Verwaltungen und sonstigen Einrichtungen des Bundes zu ermöglichen, zu erhalten bzw. zu stärken.

## Berechtigter Personenkreis
Zum berechtigten Personenkreis der Wohnungsfürsorge gehören insbesondere alle Personen, die aus einem Titel des Bundeshaushalts besoldet (Beamte, Soldaten, Richter) oder vergütet (Arbeitnehmer im öffentlichen Dienst) werden und in einem unbefristeten Beschäftigungsverhältnis stehen. Auch Soldaten auf Zeit sind berechtigt sowie Beschäftigte von Zuwendungsempfängern, sofern die betreffende Einrichtung mehr als zur Hälfte finanziell vom Bund gefördert wird. Unterstützung erfolgt grundsätzlich nur, wenn der Wohnortwechsel aufgrund eines Dienstortwechsels aus dienstlichen Gründen notwendig wurde.
Personen mit besonderer Versetzungshäufigkeit sind Soldaten (insbesondere Offiziere) sowie Beamte des Auswärtigen Dienstes.

## Baumaßnahmen für Wohnungsfürsorgezwecke
Der Bund besitzt bundesweit 25.700 unbebaute Grundstücke mit einer Fläche von 87.000 Hektar. In den Großstädten Berlin, Düsseldorf, Frankfurt am Main, Hamburg, Köln, München und Stuttgart ist er Eigentümer von 971 unbebauten Flurstücken mit einer Gesamtfläche von 930 Hektar. Auf rund 200 Liegenschaften beabsichtigt der Bund, eigenständig Wohnungen für Bundesbeschäftigte zu bauen. Die Auswahl der entsprechenden Flächen im Bundesgebiet richtet sich in erster Linie nach dem Bedarf an Wohnungen für Bundesbedienstete in der jeweiligen Region sowie der Situation auf dem regionalen Wohnungsmarkt.

## Wohnungsfürsorge im Auswärtigen Dienst
Die Wohnungsfürsorge für Angehörige des Auswärtigen Dienstes ist in § 27 Gesetz über den Auswärtigen Dienst geregelt. Der ins Ausland entsandte Beamte hat seinen Wohnsitz am ausländischen Dienstort zu nehmen; der Dienstherr kann Ausnahmen zulassen. Dem Beamten soll im Ausland eine angemessene Wohnung unter Berücksichtigung der Zahl der zu seiner häuslichen Gemeinschaft gehörenden Personen, der dienstlichen Aufgaben des Beamten und der örtlichen Verhältnisse zur Verfügung stehen. Der von ihm aus eigenen Mitteln zu bestreitende Anteil der Wohnkosten soll die durchschnittlichen Aufwendungen für Wohnzwecke im Inland nicht übersteigen. Besteht für den Beamten an einem Dienstort keine Möglichkeit, innerhalb einer zumutbaren Frist zu angemessenen Bedingungen eine geeignete Wohnung zu mieten, soll eine Dienstwohnung zur Verfügung gestellt werden. Ein Beamter des Auswärtigen Dienstes kann im Ausland zum Bezug einer angemessenen Dienstwohnung angewiesen werden, wenn es die dienstlichen und örtlichen Verhältnisse erfordern.

## Wohnungsfürsorge für Angehörige der Bundeswehr
Die Wohnungsfürsorgestellen sind in den örtlichen Bundeswehr-Dienstleistungszentren und eingerichtet. Eine besonders intensive Betreuung erfolgt beispielsweise für Auslandsrückkehrer, schwerbehinderte Menschen, Angehörige von Gaststreitkräften oder in besonderen Notlagen. In letzterem Fall kann eine Zusammenarbeit mit dem Sozialdienst der Bundeswehr erfolgen. Unterstützung erhalten auch angehende ausländische Militärattachés und ihre Familien während ihrer Deutschausbildung im Bundessprachenamt oder ehemalige afghanische Ortskräfte im Patenschafts-Programm des Bundesministeriums der Verteidigung.
Im Ausland werden die Angehörigen der Bundeswehr je nach Dienstort durch die Bundeswehrverwaltungsstellen im Ausland oder die Auslandsvertretungen der Bundesrepublik Deutschland unterstützt. Wegen der Besonderheiten des jeweiligen nationalen Mietrechts, abweichenden Wohnstandards und die Schwierigkeiten bei der Kommunikation z. B. mit Maklern und Vermietern entsteht hier ein zusätzlicher Betreuungsbedarf. Bei Besichtigungsreisen und der Wohnungssuche vor oder nach der Versetzung in das Ausland erhalten Bundeswehrangehörige daher intensive Hilfs- und Beratungsangebote.
An die Wohnungsfürsorgestellen melden private Vermieter auch Drittwohnungen ohne Belegrechte, wenn sie ein Interesse an einer Vermietung an Bundeswehrangehörige haben (z. B. gesichertes Einkommen, Zuverlässigkeit).

## Geschichte
Der Bund betreibt Wohnungsfürsorge seit den 1950er Jahren. Er hat in den vergangenen Jahrzehnten unterschiedliche Fördermaßnahmen zur Deckung des Wohnraumbedarfs eingesetzt. Abhängig vom jeweiligen Förderinstrument differierten die Laufzeiten der Belegungsrechte wie auch die Ausgaben hierfür stark.
Der Begriff existierte bereits zu Beginn des 20. Jahrhunderts. Seinerzeit fielen hierunter Maßnahmen zur Förderung des Wohnungsbaus sowohl des Staates als auch von Unternehmen (z. B. Werkwohnungen oder Wohnungsbaugenossenschaften insbesondere von Eisenbahnverwaltungen).

## Bundesdarlehenswohnungen
Als Bundesdarlehenswohnungen werden Wohnungen bezeichnet, die durch zinsgünstige Darlehen des Bundes gefördert wurden. An das Darlehen ist ein Belegrecht mit günstigen Mieten gekoppelt. Darlehen und Belegrecht haben grundsätzlich gleiche Laufzeiten. Seit 1970 beträgt sie regulär dreißig Jahre. Wenn die in den Darlehensverträgen vereinbarten Mindestfristen abgelaufen sind, können die Darlehen vom privaten Bauträger vorzeitig abgelöst werden. Damit entfällt Belegrecht und Mietbegrenzung.

## Wohnungsvergabe
Die Wohnungsvergabe ist ein Teil der Wohnungsfürsorge des Bundes, deren Zweck es ist, Beschäftigte, die nicht oder nur unzureichend am Dienstort wohnlich untergebracht sind, bei der Versorgung mit familiengerechtem angemessenem Wohnraum zu unterstützen. Die Erledigung der Aufgaben hinsichtlich der Wohnungsvergabe ist den Wohnungsvergabestellen der Bundesanstalt für Immobilienaufgaben übertragen. Im Rahmen der Wohnungsvergabe werden bundeseigene und dem Besetzungsrecht des Bundes unterliegende Wohnungen zur Anmietung angeboten.

### Dringlichkeitsstufen
Die Wohnungsvergabe erfolgt nach den Dringlichkeitsstufen Trennungsgeldempfänger (A), anerkannte Härtefälle (B, z. B. Wohnungsbewerber, die über keine oder nur unzureichende Wohnung am Dienstort oder dessen Einzugsbereich verfügen) sonstige Bewerber (C). Bonn-Berlin- bzw. Berlin-Bonn-Umziehern wird ebenfalls Priorität eingeräumt. Bewerber, die als schwerbehindert eingestuft sind, werden innerhalb der Dringlichkeitsstufen vorrangig berücksichtigt.

### Anerkannter Wohnraumbedarf
Grundsätzlich wird für jedes Familienmitglied, das in die neue Wohnung einziehen soll, ein Wohnraumbedarf von einem Zimmer anerkannt. Darüber hinaus ist die Anerkennung eines weiteren Bedarfs möglich.

### Verfahren
Voraussetzung für eine mögliche Versorgung mit angemessenem familiengerechtem Wohnraum ist die Einreichung des Antrags/Fragebogens für Wohnungsbewerber bei der Wohnungsfürsorgestelle der Beschäftigungs-Dienststelle. Diese nehmen unter dem Gesichtspunkt der Priorität und der Dringlichkeit Stellung und treffen die Entscheidungen über die Nachbesetzungsvorschläge unter Beachtung der allgemeinen Vergabegrundsätze eigenverantwortlich. Neben der Bestätigung, dass die Bewerber zu dem der Wohnungsfürsorge des Bundes unterliegenden Personenkreis gehören, werden auch die „Dringlichkeitsstufe“ und der „anerkannte Wohnraumbedarf“ festgelegt.
Die Vergabestelle wählt aus den Nachbesetzungsvorschlägen den vordringlichsten Bewerber aus, für deren Rangfolge die nachstehenden Kriterien maßgebend sind:
- Bonn-Berlin- oder Berlin-Bonn-Umzieher;
- Trennungsgeldempfänger sowie Härtefälle;
- Anzahl der zum Familienhaushalt zählenden Kinder;
- Höhe des Einkommens des Bewerbers und seiner Familie;
- derzeitige Wohnverhältnisse und Mietbelastung;
- Dauer der Wartezeit;
- sonstige persönliche, soziale und dienstliche Belange.

### Miethöhe
Die Einkommenssituation der Bewerber hat keinen Einfluss auf die Bestimmung der Miethöhe. Die Bundesanstalt für Immobilienaufgaben vereinbart für ihre Wohnungen die am Markt erzielbaren Mieten, was regelmäßig der ortsüblichen Vergleichsmiete entspricht. Sie ist nach der Bundeshaushaltsordnung (BHO) verpflichtet, Wohnungen nur zum „vollen Wert“ zu überlassen. Die Regelungen der Mietpreisgrenze findet in den Gebieten, in denen sie gilt, Anwendung. Mieterhöhungen erfolgen nach Maßgabe der gesetzlichen und mietvertraglichen Bestimmungen.

## Weitere Leistungen
Die Vermittlung von bebauten oder unbebauten Kaufgrundstücken, Eigentumswohnungen sowie die Gewährung von Familienheimdarlehen sind weitere wohnungsfürsorgerische Leistungen des Bundes, die nicht zu dem Bereich der Wohnungsvergabe gehören. Von 2012 bis 2017 wurden keine bebauten oder unbebauten Kaufgrundstücke sowie Eigentumswohnungen vergeben. Von 2013 bis 2017 sind Bundesbediensteten insgesamt 29 Familienheimdarlehen in einer Gesamthöhe von rund einer Million Euro aufgrund der Sonderregelungen zur Familienheimförderung für Umzüge aufgrund der Umzugsbeschlüsse (FHR-Umzug) gewährt worden. Grundlage für die Vergabe von Familienheimdarlehen sind die Richtlinien zur Förderung der Errichtung und des Erwerbs von Familienheimen und Eigentumswohnungen durch Bundesbedienstete – Familienheimrichtlinien 1971 (FHR 1971) und die Sonderregelungen zur Familienheimförderung für Umzüge aufgrund der Umzugsbeschlüsse – Familienheimrichtlinien-Umzug (FHR-Umzug).
Voraussetzung für eine Förderung nach den FHR 1971 ist, dass der Bundesbedienstete im Rahmen der Wohnungsfürsorge nicht anderweitig mit Wohnraum versorgt werden kann. Hier richtet sich die Höhe der Darlehen nach der Haushaltsgröße sowie nach dem Haushaltseinkommen. Bei den FHR-Umzug richtet sich die Höhe der Darlehen nach der Haushaltsgröße. Die Höhe des Zinssatzes hängt von der Höhe des Einkommens ab.